# Herrarnas turnering i fotboll vid Stillahavsspelen 2011
Herrarnas turnering i fotboll vid Stillahavsspelen 2011 avgjordes mellan den 27 augusti och 9 september på Nya Kaledonien. Turneringen vanns av Nya Kaledonien före Salomonöarna, Franska Polynesien tog bronset då man vann över Fiji i match om tredjeplats.

## Nationer
- Amerikanska Samoa
- Cooköarna
- Fiji
- Franska Polynesien
- Guam
- Kiribati
- Nya Kaledonien
- Papua Nya Guinea
- Salomonöarna
- Tuvalu
- Vanuatu

## Gruppspel

### Grupp A
| Nr | Lag               | S | V | O | F | GM | IM | MS  | P  |
| -- | ----------------- | - | - | - | - | -- | -- | --- | -- |
| 1  | Nya Kaledonien    | 5 | 4 | 0 | 1 | 31 | 2  | +29 | 12 |
| 2  | Salomonöarna      | 5 | 4 | 0 | 1 | 19 | 3  | +16 | 12 |
| 3  | Vanuatu           | 5 | 4 | 0 | 1 | 18 | 7  | +11 | 12 |
| 4  | Tuvalu            | 5 | 1 | 1 | 3 | 7  | 20 | −13 | 4  |
| 5  | Guam              | 5 | 1 | 1 | 3 | 4  | 21 | −17 | 4  |
| 6  | Amerikanska Samoa | 5 | 0 | 0 | 5 | 0  | 26 | −26 | 0  |

|           | 27 augusti 2011 | Tuvalu                                        | 4 – 0           | Amerikanska Samoa | Stade Rivière Salée                                |                                                    |
| 9:00 UTC+ | 9:00 UTC+       | Alopua Petoa 15′, 90′, 90+2′ Lutelu Tiute 30′ | (2 – 0) Rapport |                   | Nouméa Domare: Averii Jacques (Franska Polynesien) | Nouméa Domare: Averii Jacques (Franska Polynesien) |
| 9:00 UTC+ | 9:00 UTC+       |                                               |                 |                   | Nouméa Domare: Averii Jacques (Franska Polynesien) | Nouméa Domare: Averii Jacques (Franska Polynesien) |
| 9:00 UTC+ | 9:00 UTC+       |                                               |                 |                   | Nouméa Domare: Averii Jacques (Franska Polynesien) | Nouméa Domare: Averii Jacques (Franska Polynesien) |

|            | 27 augusti 2011 | Salomonöarna                                                                             | 7 – 0           | Guam | Stade Rivière Salée                 |                                     |
| 12:00 UTC+ | 12:00 UTC+      | Henry Fa'arodo 11′, 22′ Benjamin Totori 24′, 41′ (str.), 89′ Joses Nawo 72′ Ian Paia 86′ | (4 – 0) Rapport |      | Nouméa Domare: Rakesh Varman (Fiji) | Nouméa Domare: Rakesh Varman (Fiji) |
| 12:00 UTC+ | 12:00 UTC+      |                                                                                          |                 |      | Nouméa Domare: Rakesh Varman (Fiji) | Nouméa Domare: Rakesh Varman (Fiji) |
| 12:00 UTC+ | 12:00 UTC+      |                                                                                          |                 |      | Nouméa Domare: Rakesh Varman (Fiji) | Nouméa Domare: Rakesh Varman (Fiji) |

|            | 27 augusti 2011 | Nya Kaledonien                                                      | 5 – 0           | Vanuatu | Stade Rivière Salée                 |                                     |
| 15:00 UTC+ | 15:00 UTC+      | Georges Gope-Fenepej 5′, 31′, 63′ Marius Bako 43′ César Lolohea 51′ | (3 – 0) Rapport |         | Nouméa Domare: Andrew Achari (Fiji) | Nouméa Domare: Andrew Achari (Fiji) |
| 15:00 UTC+ | 15:00 UTC+      |                                                                     |                 |         | Nouméa Domare: Andrew Achari (Fiji) | Nouméa Domare: Andrew Achari (Fiji) |
| 15:00 UTC+ | 15:00 UTC+      |                                                                     |                 |         | Nouméa Domare: Andrew Achari (Fiji) | Nouméa Domare: Andrew Achari (Fiji) |

|           | 30 augusti 2011 | Vanuatu                                                       | 5 – 1           | Tuvalu         | Stade Rivière Salée                 |                                     |
| 9:00 UTC+ | 9:00 UTC+       | Jean Kaltack 8′, 38′, 45+1′, 80′ Jean Robert Yelou 49′ (str.) | (3 – 0) Rapport | 90+1′ Uota Ale | Nouméa Domare: Rakesh Varman (Fiji) | Nouméa Domare: Rakesh Varman (Fiji) |
| 9:00 UTC+ | 9:00 UTC+       |                                                               |                 |                | Nouméa Domare: Rakesh Varman (Fiji) | Nouméa Domare: Rakesh Varman (Fiji) |
| 9:00 UTC+ | 9:00 UTC+       |                                                               |                 |                | Nouméa Domare: Rakesh Varman (Fiji) | Nouméa Domare: Rakesh Varman (Fiji) |

|            | 30 augusti 2011 | Amerikanska Samoa | 0 – 4           | Salomonöarna                                          | Stade Rivière Salée                                |                                                    |
| 12:00 UTC+ | 12:00 UTC+      |                   | (0 – 4) Rapport | 8′ Benjamin Totori 14′ Jeffery Bule 28′, 34′ Joe Luwi | Nouméa Domare: Averii Jacques (Franska Polynesien) | Nouméa Domare: Averii Jacques (Franska Polynesien) |
| 12:00 UTC+ | 12:00 UTC+      |                   |                 |                                                       | Nouméa Domare: Averii Jacques (Franska Polynesien) | Nouméa Domare: Averii Jacques (Franska Polynesien) |
| 12:00 UTC+ | 12:00 UTC+      |                   |                 |                                                       | Nouméa Domare: Averii Jacques (Franska Polynesien) | Nouméa Domare: Averii Jacques (Franska Polynesien) |

|            | 30 augusti 2011 | Guam | 0 – 9           | Nya Kaledonien                                                                                              | Stade Rivière Salée                               |                                                   |
| 15:00 UTC+ | 15:00 UTC+      |      | (0 – 3) Rapport | 12′, 26′, 40′, 47′, 90+1′ Bertrand Kaï 70′ Arsène Boawé 73′ Iamel Kabeu 83′ Joël Wakanumuné 85′ Michel Hmaé | Nouméa Domare: Kader Zitouni (Franska Polynesien) | Nouméa Domare: Kader Zitouni (Franska Polynesien) |
| 15:00 UTC+ | 15:00 UTC+      |      |                 | | Nouméa Domare: Kader Zitouni (Franska Polynesien) | Nouméa Domare: Kader Zitouni (Franska Polynesien) |
| 15:00 UTC+ | 15:00 UTC+      |      |                 | | Nouméa Domare: Kader Zitouni (Franska Polynesien) | Nouméa Domare: Kader Zitouni (Franska Polynesien) |

|           | 1 september 2011 | Amerikanska Samoa | 0 – 2           | Guam                                | Stade Rivière Salée                   |                                       |
| 9:00 UTC+ | 9:00 UTC+        |                   | (0 – 2) Rapport | 49′ Dylan Naputi 70′ Elias Merfalen | Nouméa Domare: Bruce George (Vanuatu) | Nouméa Domare: Bruce George (Vanuatu) |
| 9:00 UTC+ | 9:00 UTC+        |                   |                 |                                     | Nouméa Domare: Bruce George (Vanuatu) | Nouméa Domare: Bruce George (Vanuatu) |
| 9:00 UTC+ | 9:00 UTC+        |                   |                 |                                     | Nouméa Domare: Bruce George (Vanuatu) | Nouméa Domare: Bruce George (Vanuatu) |

|            | 1 september 2011 | Tuvalu | 0 – 8           | Nya Kaledonien | Stade Rivière Salée                     |                                         |
| 12:00 UTC+ | 12:00 UTC+       |        | (0 – 4) Rapport | 15′ Joris Gorendiawé 26′, 35′ Iamel Kabeu 38′ Georges Gope-Fenepej 50′ Jacques Haeko 61′ César Lolohea 67′, 85′ Michel Hmaé | Nouméa Domare: Chris Kerr (Nya Zeeland) | Nouméa Domare: Chris Kerr (Nya Zeeland) |
| 12:00 UTC+ | 12:00 UTC+       |        |                 | | Nouméa Domare: Chris Kerr (Nya Zeeland) | Nouméa Domare: Chris Kerr (Nya Zeeland) |
| 12:00 UTC+ | 12:00 UTC+       |        |                 | | Nouméa Domare: Chris Kerr (Nya Zeeland) | Nouméa Domare: Chris Kerr (Nya Zeeland) |

|            | 1 september 2011 | Vanuatu            | 1 – 0           | Salomonöarna | Stade Rivière Salée                               |                                                   |
| 15:00 UTC+ | 15:00 UTC+       | Jean Kaltack 90+2′ | (0 – 0) Rapport |              | Nouméa Domare: Kader Zitouni (Franska Polynesien) | Nouméa Domare: Kader Zitouni (Franska Polynesien) |
| 15:00 UTC+ | 15:00 UTC+       |                    |                 |              | Nouméa Domare: Kader Zitouni (Franska Polynesien) | Nouméa Domare: Kader Zitouni (Franska Polynesien) |
| 15:00 UTC+ | 15:00 UTC+       |                    |                 |              | Nouméa Domare: Kader Zitouni (Franska Polynesien) | Nouméa Domare: Kader Zitouni (Franska Polynesien) |

|           | 3 september 2011 | Guam               | 1 – 4           | Vanuatu                                                           | Stade Rivière Salée                     |                                         |
| 9:00 UTC+ | 9:00 UTC+        | Jason Cunliffe 14′ | (1 – 0) Rapport | 50′ Kensi Tangis 53′ Robert Tasso 75′ Jean Kaltack 82′ Ricky Tari | Nouméa Domare: Chris Kerr (Nya Zeeland) | Nouméa Domare: Chris Kerr (Nya Zeeland) |
| 9:00 UTC+ | 9:00 UTC+        |                    |                 |                                                                   | Nouméa Domare: Chris Kerr (Nya Zeeland) | Nouméa Domare: Chris Kerr (Nya Zeeland) |
| 9:00 UTC+ | 9:00 UTC+        |                    |                 |                                                                   | Nouméa Domare: Chris Kerr (Nya Zeeland) | Nouméa Domare: Chris Kerr (Nya Zeeland) |

|            | 3 september 2011 | Salomonöarna                                                                      | 6 – 1           | Tuvalu           | Stade Rivière Salée                                |                                                    |
| 12:00 UTC+ | 12:00 UTC+       | Benjamin Totori 15′, 41′ (str.) Joe Luwi 23′ James Naka 37′, 46′ Tome Faisi 90+1′ | (4 – 0) Rapport | 78′ James Lepaio | Nouméa Domare: Averii Jacques (Franska Polynesien) | Nouméa Domare: Averii Jacques (Franska Polynesien) |
| 12:00 UTC+ | 12:00 UTC+       |                                                                                   |                 |                  | Nouméa Domare: Averii Jacques (Franska Polynesien) | Nouméa Domare: Averii Jacques (Franska Polynesien) |
| 12:00 UTC+ | 12:00 UTC+       |                                                                                   |                 |                  | Nouméa Domare: Averii Jacques (Franska Polynesien) | Nouméa Domare: Averii Jacques (Franska Polynesien) |

|            | 3 september 2011 | Nya Kaledonien                                                                                         | 8 – 0           | Amerikanska Samoa | Stade Rivière Salée                 |                                     |
| 15:00 UTC+ | 15:00 UTC+       | Bertrand Kaï 10′, 38′, 44′, 66′ Jacques Haeko 50′ Patrick Qaézé 55′ Kenji Vendegou 72′ Michel Hmaé 89′ | (3 – 0) Rapport |                   | Nouméa Domare: Rakesh Varman (Fiji) | Nouméa Domare: Rakesh Varman (Fiji) |
| 15:00 UTC+ | 15:00 UTC+       | |                 |                   | Nouméa Domare: Rakesh Varman (Fiji) | Nouméa Domare: Rakesh Varman (Fiji) |
| 15:00 UTC+ | 15:00 UTC+       | |                 |                   | Nouméa Domare: Rakesh Varman (Fiji) | Nouméa Domare: Rakesh Varman (Fiji) |

|           | 5 september 2011 | Guam                      | 1 – 1           | Tuvalu              | Stade Rivière Salée                               |                                                   |
| 9:00 UTC+ | 9:00 UTC+        | Jason Cunliffe 18′ (str.) | (1 – 1) Rapport | 24′ Togavai Stanley | Nouméa Domare: Kader Zitouni (Franska Polynesien) | Nouméa Domare: Kader Zitouni (Franska Polynesien) |
| 9:00 UTC+ | 9:00 UTC+        |                           |                 |                     | Nouméa Domare: Kader Zitouni (Franska Polynesien) | Nouméa Domare: Kader Zitouni (Franska Polynesien) |
| 9:00 UTC+ | 9:00 UTC+        |                           |                 |                     | Nouméa Domare: Kader Zitouni (Franska Polynesien) | Nouméa Domare: Kader Zitouni (Franska Polynesien) |

|            | 5 september 2011 | Amerikanska Samoa | 0 – 8           | Vanuatu | Stade Rivière Salée                 |                                     |
| 12:00 UTC+ | 12:00 UTC+       |                   | (0 – 3) Rapport | 8′, 22′ Daniel Michel 43′ Richard Garae 62′, 70′, 78′ Jean Kaltack 64′ Michel Kaltack 73′ Selwyn Sese Aala | Nouméa Domare: Andrew Achari (Fiji) | Nouméa Domare: Andrew Achari (Fiji) |
| 12:00 UTC+ | 12:00 UTC+       |                   |                 | | Nouméa Domare: Andrew Achari (Fiji) | Nouméa Domare: Andrew Achari (Fiji) |
| 12:00 UTC+ | 12:00 UTC+       |                   |                 | | Nouméa Domare: Andrew Achari (Fiji) | Nouméa Domare: Andrew Achari (Fiji) |

|            | 5 september 2011 | Salomonöarna                  | 2 – 1           | Nya Kaledonien   | Stade Rivière Salée                     |                                         |
| 15:00 UTC+ | 15:00 UTC+       | Joses Nawo 66′ James Naka 79′ | (0 – 0) Rapport | 74′ Bertrand Kaï | Nouméa Domare: Chris Kerr (Nya Zeeland) | Nouméa Domare: Chris Kerr (Nya Zeeland) |
| 15:00 UTC+ | 15:00 UTC+       |                               |                 |                  | Nouméa Domare: Chris Kerr (Nya Zeeland) | Nouméa Domare: Chris Kerr (Nya Zeeland) |
| 15:00 UTC+ | 15:00 UTC+       |                               |                 |                  | Nouméa Domare: Chris Kerr (Nya Zeeland) | Nouméa Domare: Chris Kerr (Nya Zeeland) |

### Grupp B
| Nr | Lag                | S | V | O | F | GM | IM | MS  | P  |
| -- | ------------------ | - | - | - | - | -- | -- | --- | -- |
| 1  | Fiji               | 4 | 4 | 0 | 0 | 18 | 1  | +17 | 12 |
| 2  | Franska Polynesien | 4 | 2 | 1 | 1 | 25 | 5  | +20 | 7  |
| 3  | Papua Nya Guinea   | 4 | 2 | 1 | 1 | 22 | 4  | +18 | 7  |
| 4  | Cooköarna          | 4 | 1 | 0 | 3 | 4  | 15 | −11 | 3  |
| 5  | Kiribati           | 4 | 0 | 0 | 4 | 2  | 46 | −44 | 0  |

|            | 27 augusti 2011 | Papua Nya Guinea                                       | 4 – 0           | Cooköarna | Stade Boewa                                          |                                                      |
| 10:00 UTC+ | 10:00 UTC+      | Niel Hans 18′, 50′ David Muta 55′ Nathaniel Lepani 85′ | (1 – 0) Rapport |           | Boulari Bay Domare: Bertrand Billon (Nya Kaledonien) | Boulari Bay Domare: Bertrand Billon (Nya Kaledonien) |
| 10:00 UTC+ | 10:00 UTC+      |                                                        |                 |           | Boulari Bay Domare: Bertrand Billon (Nya Kaledonien) | Boulari Bay Domare: Bertrand Billon (Nya Kaledonien) |
| 10:00 UTC+ | 10:00 UTC+      |                                                        |                 |           | Boulari Bay Domare: Bertrand Billon (Nya Kaledonien) | Boulari Bay Domare: Bertrand Billon (Nya Kaledonien) |

|            | 27 augusti 2011 | Fiji                                                               | 3 – 0           | Franska Polynesien | Stade Boewa                                  |                                              |
| 15:00 UTC+ | 15:00 UTC+      | Taniela Waqa 28′ Tauraa Marmouyet 44′ (sjm.) Seveci Rokotakala 86′ | (2 – 0) Rapport |                    | Boulari Bay Domare: Chris Kerr (Nya Zeeland) | Boulari Bay Domare: Chris Kerr (Nya Zeeland) |
| 15:00 UTC+ | 15:00 UTC+      |                                                                    |                 |                    | Boulari Bay Domare: Chris Kerr (Nya Zeeland) | Boulari Bay Domare: Chris Kerr (Nya Zeeland) |
| 15:00 UTC+ | 15:00 UTC+      |                                                                    |                 |                    | Boulari Bay Domare: Chris Kerr (Nya Zeeland) | Boulari Bay Domare: Chris Kerr (Nya Zeeland) |

|            | 30 augusti 2011 | Fiji | 9 – 0           | Kiribati | Stade Boewa                                                  |                                                              |
| 10:00 UTC+ | 10:00 UTC+      | Roy Krishna 17′ (str.), 56′, 86′ Avinesh Waran Suwamy 47′ Alvin Avinesh 52′ Maciu Dunadamu 63′, 72′ Kaake Kamta 90+1′ (sjm.) Tuimasi Manuca 90+2′ | (1 – 0) Rapport |          | Boulari Bay Domare: Isidore Assiene-Ambassa (Nya Kaledonien) | Boulari Bay Domare: Isidore Assiene-Ambassa (Nya Kaledonien) |
| 10:00 UTC+ | 10:00 UTC+      | |                 |          | Boulari Bay Domare: Isidore Assiene-Ambassa (Nya Kaledonien) | Boulari Bay Domare: Isidore Assiene-Ambassa (Nya Kaledonien) |
| 10:00 UTC+ | 10:00 UTC+      | |                 |          | Boulari Bay Domare: Isidore Assiene-Ambassa (Nya Kaledonien) | Boulari Bay Domare: Isidore Assiene-Ambassa (Nya Kaledonien) |

|            | 30 augusti 2011 | Franska Polynesien | 7 – 0           | Cooköarna | Stade Boewa                                     |                                                 |
| 15:00 UTC+ | 15:00 UTC+      | Taufa Neuffer 48′ Stanley Atani 59′ Nicholas Funnell 69′ (sjm.) Steevy Chong Hue 73′, 90+1′ Hiroana Poroiae 82′ (str.), 89′ | (0 – 0) Rapport |           | Boulari Bay Domare: Gerald Oiaka (Salomonöarna) | Boulari Bay Domare: Gerald Oiaka (Salomonöarna) |
| 15:00 UTC+ | 15:00 UTC+      | |                 |           | Boulari Bay Domare: Gerald Oiaka (Salomonöarna) | Boulari Bay Domare: Gerald Oiaka (Salomonöarna) |
| 15:00 UTC+ | 15:00 UTC+      | |                 |           | Boulari Bay Domare: Gerald Oiaka (Salomonöarna) | Boulari Bay Domare: Gerald Oiaka (Salomonöarna) |

|            | 1 september 2011 | Cooköarna                                   | 3 – 0           | Kiribati | Stade Boewa                                          |                                                      |
| 10:00 UTC+ | 10:00 UTC+       | Taylor Saghabi 27′, 89′ John Pareanga 90+2′ | (1 – 0) Rapport |          | Boulari Bay Domare: Bertrand Billon (Nya Kaledonien) | Boulari Bay Domare: Bertrand Billon (Nya Kaledonien) |
| 10:00 UTC+ | 10:00 UTC+       |                                             |                 |          | Boulari Bay Domare: Bertrand Billon (Nya Kaledonien) | Boulari Bay Domare: Bertrand Billon (Nya Kaledonien) |
| 10:00 UTC+ | 10:00 UTC+       |                                             |                 |          | Boulari Bay Domare: Bertrand Billon (Nya Kaledonien) | Boulari Bay Domare: Bertrand Billon (Nya Kaledonien) |

|            | 1 september 2011 | Franska Polynesien | 1 – 1           | Papua Nya Guinea | Stade Boewa                              |                                          |
| 15:00 UTC+ | 15:00 UTC+       | Stanley Atani 23′  | (1 – 1) Rapport | 15′ Cyril Muta   | Boulari Bay Domare: Andrew Achari (Fiji) | Boulari Bay Domare: Andrew Achari (Fiji) |
| 15:00 UTC+ | 15:00 UTC+       |                    |                 |                  | Boulari Bay Domare: Andrew Achari (Fiji) | Boulari Bay Domare: Andrew Achari (Fiji) |
| 15:00 UTC+ | 15:00 UTC+       |                    |                 |                  | Boulari Bay Domare: Andrew Achari (Fiji) | Boulari Bay Domare: Andrew Achari (Fiji) |

|            | 3 september 2011 | Kiribati           | 01 – 17 | Papua Nya Guinea | Stade Boewa                                     |                                                 |
| 10:00 UTC+ | 10:00 UTC+       | Karotu Bakaane 71′ | Rapport | 13′, 79′, 85′ Samuel Kini 15′, 16′, 54′, 68′ Nathaniel Lepani 16′ Michael Foster 21′, 45+1′ (str.) Niel Hans 24′, 28′, 41′ Gari Moka 73′, 74′ Jeremy Yasasa 76′ Felix Bondaluke 90+2′ Mauri Wasi | Boulari Bay Domare: Gerald Oiaka (Salomonöarna) | Boulari Bay Domare: Gerald Oiaka (Salomonöarna) |
| 10:00 UTC+ | 10:00 UTC+       |                    |         | | Boulari Bay Domare: Gerald Oiaka (Salomonöarna) | Boulari Bay Domare: Gerald Oiaka (Salomonöarna) |
| 10:00 UTC+ | 10:00 UTC+       |                    |         | | Boulari Bay Domare: Gerald Oiaka (Salomonöarna) | Boulari Bay Domare: Gerald Oiaka (Salomonöarna) |

|            | 3 september 2011 | Cooköarna          | 1 – 4   | Fiji                                                            | Stade Boewa                                                  |                                                              |
| 15:00 UTC+ | 15:00 UTC+       | Joseph Ngauora 41′ | Rapport | 24′ Roy Krishna 35′ Malakai Kainihewe 57′ (str.) Maciu Dunadamu | Boulari Bay Domare: Isidore Assiene-Ambassa (Nya Kaledonien) | Boulari Bay Domare: Isidore Assiene-Ambassa (Nya Kaledonien) |
| 15:00 UTC+ | 15:00 UTC+       |                    |         |                                                                 | Boulari Bay Domare: Isidore Assiene-Ambassa (Nya Kaledonien) | Boulari Bay Domare: Isidore Assiene-Ambassa (Nya Kaledonien) |
| 15:00 UTC+ | 15:00 UTC+       |                    |         |                                                                 | Boulari Bay Domare: Isidore Assiene-Ambassa (Nya Kaledonien) | Boulari Bay Domare: Isidore Assiene-Ambassa (Nya Kaledonien) |

|            | 5 september 2011 | Kiribati           | 01 – 17       | Franska Polynesien | Stade Boewa                                     |                                                 |
| 10:00 UTC+ | 10:00 UTC+       | Erene Bakineti 32′ | (1 –) Rapport | 16′, 44′ (str.) Hiroana Poroiae 19′, 28′, 33′, 46′ Steevy Chong Hue 21′ Efrain Arañeda 53′ Billy Mataitai 57′ Teheivarii Ludivion 73′, 79′, 85′, 88′, 90′, 90+1′ Teaonui Tehau 83′ (str.) Stephane Faatiarau 86′ Stanley Atani | Boulari Bay Domare: Gerald Oiaka (Salomonöarna) | Boulari Bay Domare: Gerald Oiaka (Salomonöarna) |
| 10:00 UTC+ | 10:00 UTC+       |                    |               | | Boulari Bay Domare: Gerald Oiaka (Salomonöarna) | Boulari Bay Domare: Gerald Oiaka (Salomonöarna) |
| 10:00 UTC+ | 10:00 UTC+       |                    |               | | Boulari Bay Domare: Gerald Oiaka (Salomonöarna) | Boulari Bay Domare: Gerald Oiaka (Salomonöarna) |

|            | 5 september 2011 | Papua Nya Guinea | 0 – 2           | Fiji                                             | Stade Boewa                                          |                                                      |
| 15:00 UTC+ | 15:00 UTC+       |                  | (0 – 2) Rapport | 37′ Avinesh Waran Suwamy 45+1′ Malakai Kainihewe | Boulari Bay Domare: Bertrand Billon (Nya Kaledonien) | Boulari Bay Domare: Bertrand Billon (Nya Kaledonien) |
| 15:00 UTC+ | 15:00 UTC+       |                  |                 |                                                  | Boulari Bay Domare: Bertrand Billon (Nya Kaledonien) | Boulari Bay Domare: Bertrand Billon (Nya Kaledonien) |
| 15:00 UTC+ | 15:00 UTC+       |                  |                 |                                                  | Boulari Bay Domare: Bertrand Billon (Nya Kaledonien) | Boulari Bay Domare: Bertrand Billon (Nya Kaledonien) |

## Slutspel

### Slutspelsträd
|  | Semifinaler           | Semifinaler  |   |                    | Final          | Final |  |
|  |                       |              |   |                    |                |       |  |
|  |                       |              |   |                    |                |       |  |
|  | Nya Kaledonien (e.f.) | 3            |   |                    |                |       |  |
|  | Franska Polynesien    | 1            |   |                    |                |       |  |
|  |                       |              |   |                    |                |       |  |
|  |                       |              |   |                    |                |       |  |
|  |                       |              |   |                    | Nya Kaledonien | 2     |  |
|  |                       | Salomonöarna | 0 |                    |                |       |  |
|  |                       |              |   |                    |                |       |  |
|  |                       |              |   |                    |                |       |  |
|  |                       |              |   |                    | Bronsmatch     |       |  |
|  |                       |              |   |                    |                |       |  |
|  | Fiji                  | 1            |   | Franska Polynesien | 2              |       |  |
|  | Salomonöarna (e.f.)   | 2            |   |                    | Fiji           | 1     |  |

### Semifinaler
|            | 7 september 2011 | Nya Kaledonien                                  | 0000 3 – 1 (e.fl.) | Franska Polynesien  | Stade Yoshida                     |                                   |
| 15:00 UTC+ | 15:00 UTC+       | Georges Gope-Fenepej 89′, 108′ Michel Hmaé 115′ | (0 – 0) Rapport    | 52′ Hiroana Poroiae | Koné Domare: Rakesh Varman (Fiji) | Koné Domare: Rakesh Varman (Fiji) |
| 15:00 UTC+ | 15:00 UTC+       |                                                 |                    |                     | Koné Domare: Rakesh Varman (Fiji) | Koné Domare: Rakesh Varman (Fiji) |
| 15:00 UTC+ | 15:00 UTC+       |                                                 |                    |                     | Koné Domare: Rakesh Varman (Fiji) | Koné Domare: Rakesh Varman (Fiji) |

|            | 7 september 2011 | Fiji               | 0000 1 – 2 (e.fl.) | Salomonöarna                             | Stade Hnassé                                      |                                                   |
| 15:00 UTC+ | 15:00 UTC+       | Maciu Dunadamu 69′ | (0 – 0) Rapport    | 77′ Joses Nawo 93′ (str.) Henry Fa'arodo | Lifou Domare: Averii Jacques (Franska Polynesien) | Lifou Domare: Averii Jacques (Franska Polynesien) |
| 15:00 UTC+ | 15:00 UTC+       |                    |                    |                                          | Lifou Domare: Averii Jacques (Franska Polynesien) | Lifou Domare: Averii Jacques (Franska Polynesien) |
| 15:00 UTC+ | 15:00 UTC+       |                    |                    |                                          | Lifou Domare: Averii Jacques (Franska Polynesien) | Lifou Domare: Averii Jacques (Franska Polynesien) |

### Bronsmatch
|            | 9 september 2011 | Franska Polynesien                 | 2 – 1           | Fiji              | Stade Boewa                                          |                                                      |
| 15:00 UTC+ | 15:00 UTC+       | Stanley Atani 5′ Lorenzo Tehau 65′ | (1 – 0) Rapport | 58′ Alvin Avinesh | Boulari Bay Domare: Bertrand Billon (Nya Kaledonien) | Boulari Bay Domare: Bertrand Billon (Nya Kaledonien) |
| 15:00 UTC+ | 15:00 UTC+       |                                    |                 |                   | Boulari Bay Domare: Bertrand Billon (Nya Kaledonien) | Boulari Bay Domare: Bertrand Billon (Nya Kaledonien) |
| 15:00 UTC+ | 15:00 UTC+       |                                    |                 |                   | Boulari Bay Domare: Bertrand Billon (Nya Kaledonien) | Boulari Bay Domare: Bertrand Billon (Nya Kaledonien) |

### Final
|            | 9 september 2011 | Nya Kaledonien                          | 2 – 0           | Salomonöarna | Stade Rivière Salée                     |                                         |
| 20:00 UTC+ | 20:00 UTC+       | Georges Gope-Fenepej 9′ Marius Bako 11′ | (2 – 0) Rapport |              | Nouméa Domare: Chris Kerr (Nya Zeeland) | Nouméa Domare: Chris Kerr (Nya Zeeland) |
| 20:00 UTC+ | 20:00 UTC+       |                                         |                 |              | Nouméa Domare: Chris Kerr (Nya Zeeland) | Nouméa Domare: Chris Kerr (Nya Zeeland) |
| 20:00 UTC+ | 20:00 UTC+       |                                         |                 |              | Nouméa Domare: Chris Kerr (Nya Zeeland) | Nouméa Domare: Chris Kerr (Nya Zeeland) |

## Statistik

### Målskyttar
- 10 mål
  -  Bertrand Kaï
- 9 mål
  -  Jean Kaltack
- 7 mål
  -  Georges Gope-Fenepej
- 6 mål
  -  Benjamin Totori
  -  Steevy Chong Hue
  -  Teaonui Tehau
- 5 mål
  -  Michel Hmaé
  -  Nathaniel Lepani
  -  Hiroana Poroiae
- 4 mål
  -  Maciu Dunadamu
  -  Roy Krishna
  -  Niel Hans
  -  Stanley Atani
- 3 mål
  -  Avinesh Waran Suwamy
  -  Iamel Kabeu
  -  Samuel Kini
  -  Gari Moka
  -  Henry Fa'arodo
  -  Joe Luwi
  -  James Naka
  -  Joses Nawo
  -  Alopua Petoa
- 2 mål
  -  Taylor Saghabi
  -  Alvin Avinesh
  -  Malakai Kainihewe
  -  Jason Cunliffe
  -  Marius Bako
  -  Jacques Haeko
  -  César Lolohea
  -  Jeremy Yasasa
  -  Daniel Michel
- 1 mål
  -  Joseph Ngauora
  -  John Pareanga
  -  Tuimasi Manuca
  -  Seveci Rokotakala
  -  Taniela Waqa
  -  Elias Merfalen
  -  Dylan Naputi
  -  Karotu Bakaane
  -  Erene Bakineti
  -  Arsène Boawé
  -  Joris Gorendiawé
  -  Patrick Qaézé
  -  Kenji Vendegou
  -  Joël Wakanumuné
  -  Felix Bondaluke
  -  Michael Foster
  -  Cyril Muta
  -  David Muta
  -  Mauri Wasi
  -  Jeffery Bule
  -  Tome Faisi
  -  Ian Paia
  -  Efrain Arañeda
  -  Stéphane Faatiarau
  -  Teheivarii Ludivion
  -  Billy Mataitai
  -  Taufa Neuffer
  -  Lorenzo Tehau
  -  Uota Ale
  -  James Lepaio
  -  Togavai Stanley
  -  Lutelu Tiute
  -  Richard Garae
  -  Michel Kaltack
  -  Selwyn Sese Aala
  -  Kensi Tangis
  -  Ricky Tari
  -  Robert Tasso
  -  Jean Robert Yelou
- Självmål
  -  Nicholas Funnell (mot Franska Polynesien)
  -  Kaake Kamta (mot Fiji)
  -  Tauraa Marmouyet (mot Fiji)